# Under the Red Sky
Under the Red Sky  —en español: Bajo el cielo rojo— es el vigésimo séptimo álbum de estudio del músico estadounidense Bob Dylan, publicado por la compañía discográfica Columbia Records en septiembre de 1990.
El álbum, el primero producido por el propio Dylan bajo el seudónimo de Jack Frost y por los hermanos Was, fue grabado en la primavera de 1990 con la colaboración de una larga lista de músicos, entre los que figuran Slash, Elton John, George Harrison, David Crosby, Stevie Ray Vaughan y Bruce Hornsby, y con un sonido opuesto a su antecesor, Oh Mercy (1989). Debido a ello, Under the Red Sky obtuvo una peor recepción por parte de la crítica musical, que lo calificó de «extraño» y «decepcionante» y criticó especialmente el sonido pop logrado por el productor Don Was.

## Historia
Under the Red Sky fue grabado durante la época en que Dylan formó parte de The Traveling Wilburys, un grupo integrado por George Harrison, Tom Petty, Roy Orbison, Jeff Lynne y el propio Dylan. A raíz de la grabación del álbum Cloud Nine (1987), Harrison colaboró con los músicos para grabar la canción «Handle With Care». Las sesiones fueron lo suficientemente productivas como para publicar un álbum completo, Traveling Wilburys Vol. 1, en el que los músicos disfrazaron sus nombres bajo diferentes seudónimos. El álbum obtuvo buenas calificaciones de la crítica musical y permitió al grupo grabar otro trabajo, aunque sin la participación de Roy Orbison, quien falleció en diciembre de 1988.
Dylan aprovechó el auge comercial para grabar Oh Mercy (1989) de la mano del productor Daniel Lanois, que fue recibido por la crítica musical como un «retorno a la formalidad musical» después de álbumes de escasa relevancia musical como Knocked Out Loaded y Down in the Groove, publicados en 1986 y 1988 respectivamente. En este contexto, Dylan volvió a grabar un álbum con el apoyo de Don Was y David Was como productores.
Durante la grabación, Dylan regrabó «God Knows» y «Born in Time», dos descartes de las sesiones de Oh Mercy. Según Don Was, además de las canciones publicadas en el álbum, Dylan también grabó dos canciones finalmente descartadas: «Shirley Temple Doesn't Live Here Anymore», coescrita con Don Was y David Weiss, y «Heartland», publicada dos años después en el álbum de Willie Nelson Across the Borderline. Don Was regrabó varios años después «Shirley Temple Doesn't Live Here Anymore» para el álbum Boo! con el título de «Mr. Alice Doesn't Live Here Anymore».
El álbum está dedicado a "Gabby Goo Goo", sobrenombre de la hija de cuatro años de Dylan. Esta anécdota dio pie a suposiciones según las cuales el sonido infantil de algunas canciones tenían como origen divertir a su hija, algo que nunca fue confirmado o negado por el propio músico.

## Recepción
Under the Red Sky obtuvo reseñas mayoritariamente desfavorables de la prensa musical. El crítico Patrick Humphries, autor de The Complete Guide to the Music of Bob Dylan, fue particularmente duro en su reseña sobre Under the Red Sky. Al respecto, escribió que el álbum «era todo lo que no fue Oh Mercy: canciones perezosas, interpretadas y producidas sin imaginación. El primer puente de «2x2» es reminiscente de la amenaza que impregnaba Oh Mercy, pero si no, donde antes había seguridad y certeza, ahora hay confusión e indecisión». Humphries criticó especialmente la primera canción del álbum, «Wiggle Wiggle»: «¿Peor que cualquier canción grabada por Dylan? Quizás no sea tan mala, pero quizás por ahí arriba, buscando su posición en esa parte del infierno, donde la jukebox no pone más que «Joey», del álbum Desire, y «Had a Dream About You, Baby», de Down in the Groove. «Wiggle Wiggle» fue la canción a la que se subieron los críticos, particularmente por el verso: «Wiggle wiggle wiggle like a bowl of soup», lo que se tomó como prueba positiva de que Dylan se había perdido, definitivamente, permanentemente, irrevocablemente. Era difícil no estar de acuerdo, es difícil conciliar un verso como ese con el hombre que escribió «Desolation Row». Desde luego, no puedes tener Hamlet o «Like a Rolling Stone» a todas horas. ¿Pero «Wiggle Wiggle»?».
Aun así, el álbum tuvo apoyo de otro sector menos crítico, particularmente de Robert Christgau, quien escribió: «Para mi asombro, creo que Under the Red Sky es el mejor álbum de Dylan en quince años, una grabación que puede indicar un tardío, si no sentido, retorno al formalismo... Es fabuloso, bíblico... los tempos son típicos del post punk, con una profesionalidad de Kenny Aronoff que no tuvo el folk rock de los sesenta». En el mismo sentido, el crítico Paul Nelson calificó el álbum como una «pieza magistral deliberadamente arrojada»". Cuando la revista Village Voice llevó a cabo sus encuestas anuales Pazz & Jop, Under the Red Sky alcanzó el puesto 39.
Dylan se hizo eco de las protestas de la crítica musical en torno a Under the Red Sky. En una entrevista para la revista musical Rolling Stone en 2006 comentó que la grabación del álbum fue forzada debido en parte a su actividad con Traveling Wilburys al mismo tiempo. Además, declaró que había muchas personas trabajando en el álbum, y que por entonces su relación personal con la industria discográfica era distante.
En el plano comercial, las ventas del álbum fueron escasas. Alcanzó el puesto 38 en la lista estadounidense Billboard 200 y el 13 en la lista de discos más vendidos del Reino Unido. Según escribió Howard Sounes en el libro Down The Highway: The Life of Bob Dylan, las escasas ventas del álbum, unido a la firma del divorcio de su segunda mujer, sumieron a Dylan en una depresión. 

## Lista de canciones
Todas las canciones escritas y compuestas por Bob Dylan. 
| Cara A |                     |          |  |
| N.º    | Título              | Duración |  |
| 1.     | «Wiggle Wiggle»     | 2:09     |  |
| 2.     | «Under the Red Sky» | 4:09     |  |
| 3.     | «Unbelievable»      | 4:06     |  |
| 4.     | «Born in Time»      | 3:39     |  |
| 5.     | «T.V. Talkin' Song» | 3:02     |  |

| Cara B |                     |          |  |
| N.º    | Título              | Duración |  |
| 6.     | «10,000 Men»        | 4:21     |  |
| 7.     | «2 X 2»             | 3:36     |  |
| 8.     | «God Knows»         | 3:02     |  |
| 9.     | «Handy Dandy»       | 4:03     |  |
| 10.    | «Cat's in the Well» | 3:21     |  |

## Personal
| Músico - Bob Dylan: voz, guitarra acústica, guitarra eléctrica, piano y acordeón - Kenny Aronoff: batería - Sweet Pea Atkinson: coros - Rayse Biggs: trompeta - Sir Harry Bowens: coros - David Crosby: coros - Paulinho Da Costa: percusión - Robben Ford: guitarra - George Harrison: guitarra slide - Bruce Hornsby: piano - Randy «The Emperor» Jackson: bajo - Elton John: piano - Al Kooper: órgano y teclados - David Lindley: bouzouki, guitarra y guitarra slide - David McMurray: saxofón - Donald Ray Mitchell: coros - Jamie Muhoberac: órgano - Slash: guitarra - Jimmie Vaughan: guitarra - Stevie Ray Vaughan: guitarra - Waddy Wachtel: guitarra - David Was: coros - Don Was: bajo | Personal técnico - Dan Bosworth: ingeniero asistente - Marsha Burns: coordinador de producción - Ed Cherney: ingeniero de sonido y mezclas - Steve Deutsch: ingeniero asistente - Judy Kirshner: ingeniero asistente - Jim Mitchell: ingeniero asistente - Brett Swain: ingeniero asistente |

## Posición en listas
| País           | Lista                    | Posición |
| -------------- | ------------------------ | -------- |
| Alemania       | Media Control Charts     | 52       |
| Australia      | ARIA Albums Chart        | 39       |
| Austria        | Ö3 Austria Top 40        | 24       |
| Estados Unidos | Billboard 200            | 38       |
| Noruega        | VG-lista Top 40 Albums   | 4        |
| Nueva Zelanda  | New Zealand Music Charts | 32       |
| Países Bajos   | Mega Albums Top 100      | 38       |
| Reino Unido    | UK Albums Chart          | 13       |
| Suecia         | Albums Top 60            | 10       |
| Suiza          | Swiss Top Albums 100     | 7        |

| Sencillo       | País           | Lista                  | Posición |
| -------------- | -------------- | ---------------------- | -------- |
| «Unbelievable» | Estados Unidos | Mainstream Rock Tracks | 21       |